# 陳凱柏
陳凱柏（Chan Hoi Pak Paco，1999年1月29日－），生於香港，香港足球運動員，司職左中場，現時就讀香港浸會大學副學士和效力香港超級聯賽球會冠忠南區。

## 早年生活
陳凱柏生於香港，其舅父黃覺恩年輕時曾效力甲組球會南華和星島，於8歲時就加入傳統球會南華的青訓精英班，並與教練兼前南華名宿陳志康結緣，到第二季由於灣仔與南華合作，所以陳凱柏便追隨教練陳志康加入新組成灣仔南華U11青年軍，到2012年太陽國際體育會成立，而陳凱柏便順理成章再隨總監陳志康轉會，成為太陽國際第一代青訓成員。

## 球員生涯
到2017年8月，他在跟隨港超聯球會冠忠南區操練，兼得到太陽國際體育會總監陳志康及青訓發展經理丘建威大力引薦，於8月30日加盟南區，而隨後隨住菁英盃改制，規定每隊每場必須派出最少兩名U22球員上陣，使陳凱柏於2017年10月28日對標準流浪的菁英盃分組賽，迎來職業球員生涯的處子戰，而他更正選登場，直到79分鐘由楊後備入替，惟最終南區以1–2落敗。
19/20與20/21球季，陳凱柏不單在菁英盃獲得冠忠南區重用，聯賽也獲得一些上陣機會。
2025年1月11日，為冠忠南區效力八個球季後，陳凱柏第100場為球會上陣。

## 國際賽生涯
2023年9月，陳凱柏入選香港隊出戰亞運會的決選名單。

## 榮譽
冠忠南區
- 香港菁英盃冠軍（2022–23, 2024–25）

## 外部連結
- 香港足球總會網頁球員註冊資料 （页面存档备份，存于）